# Selbergstjärnen, Hälsingland
Selbergstjärnen är en sjö i Ljusdals kommun i Hälsingland och ingår i Ljusnans huvudavrinningsområde.